# Koudekerke-Dorp
Koudekerke-Dorp (Frans: Coudekerque-Village) is een dorp en voormalige gemeente in de Franse Westhoek, in het Franse Noorderdepartement. Omliggende plaatsen zijn Tetegem, Hooimille, Sint-Winoksbergen, Bieren, Kapelle en Nieuw-Koudekerke. Hoewel de gemeente dicht bij Duinkerke ligt, is zij nog wel redelijk landelijk en groen. Koudekerke-Dorp ligt in Frans-Vlaanderen in de streek het Blootland en telt ongeveer 1.250 inwoners.

## Geschiedenis
Koudekerke werd gesticht tussen 1022 en 1067 met de bouw van den eerste kerk gewijd aan Sint-Michiel onder het bewind van de graaf van Vlaanderen Boudewijn V. Daarvoor lag het grootste deel van het grondgebied onder water. In 1067 komt de naam van het dorp voor de eerste keer voor op de kaart en de beschrijvingen van de kasselrij Sint-Winoksbergen.
Een gedeelte van het grondgebied werd in 1789 losgemaakt van de gemeente en vormde zo de nieuwe gemeente Nieuw-Koudekerke. Op 1 januari 2016 fuseerde Koudekerke-Dorp met Tetegem tot de huidige gemeente Téteghem-Coudekerque-Village.

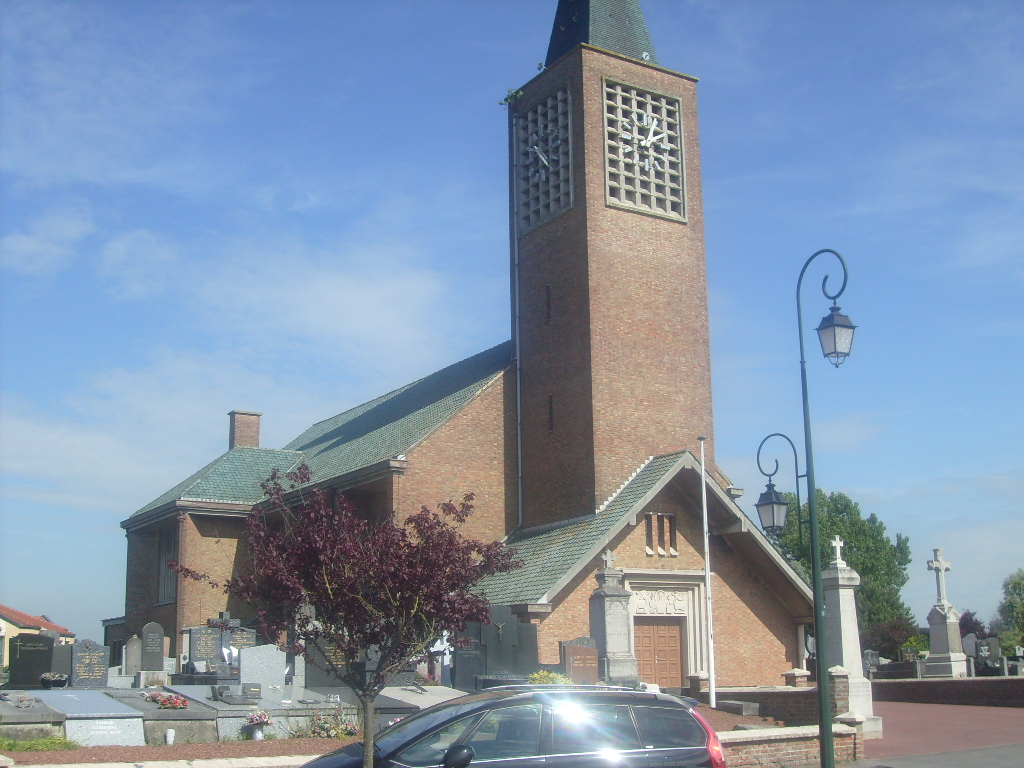
De Sint-Michielskerk in Koudekerke

## Naam
De gemeente heette vroeger officieel kortweg Coudekerque (Koudekerke), maar om verwarring met het veel grotere Nieuw-Koudekerke (Coudekerque-Branche) te voorkomen wordt zowel dorp als gemeente doorgaans Koudekerke-Dorp genoemd. Op 3 oktober 2008 werd dan ook besloten om officieel de naam van de gemeente te veranderen in Coudekerque-Village. 

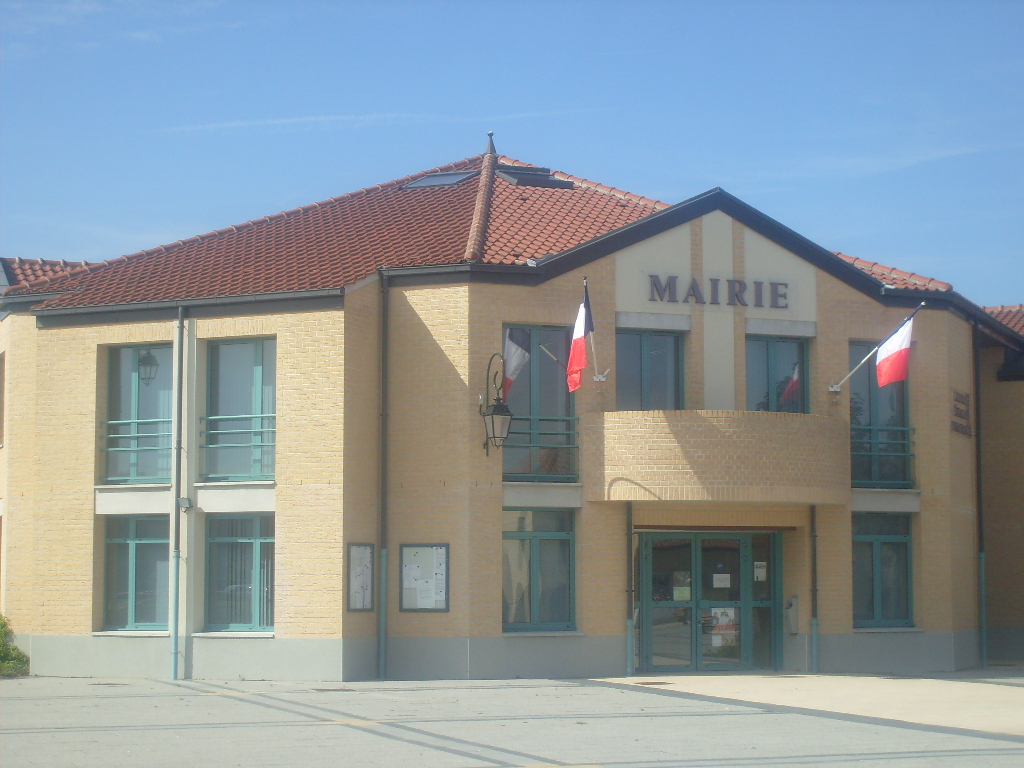
Voormalig gemeentehuis

## Bezienswaardigheden
- De Sint-Michielskerk
- Het Fort Vallières

## Natuur en landschap
Koudekerke-Dorp ligt in het Blootland op een hoogte van 0-13 meter. In het noorden ligt de agglomeratie van Duinkerke, in het westen de Havendijk (Canal de Bergues) en in het zuiden de stad Sint-Winoksbergen. Tussen het dorp en het kanaal werd het Bois des Forts aangelegd.

## Demografie
Onderstaande figuur toont het verloop van het inwonertal (bron: INSEE-tellingen).

## Nabijgelegen kernen
Nieuw-Koudekerke (Coudekerque-Branche), Sint-Winoksbergen, Cappelle-la-Grande, Tetegem